# دارين ريوس
دارين ريوس (بالإنجليزية: Darren Ríos)‏ (14 أكتوبر 1995 بفورت لاودردال في الولايات المتحدة - ) هو لاعب كرة قدم أمريكي في مركز الوسط.

## وصلات خارجية
- دارين ريوس على موقع قاعدة بيانات كرة القدم.إي يو (الإنجليزية)
- دارين ريوس على موقع ناشيونال فوتبول تيمز (الإنجليزية)
- دارين ريوس على موقع Soccerway.com (الإنجليزية)